# Lista de campeões do US Open
Esta é a lista de todos os campeões do US Open nas categorias profissionais, juvenis e cadeirantes.
O período de 1881–1967 refere-se à era amadora, sob o nome de U.S. National Championships. A primeira edição, em 1881, foi disputada apenas por membros de clubes da United States National Lawn Tennis Association (USNLTA). A internacionalização veio no ano seguinte, com a organização da United States Tennis Association (USTA). O período de 1884–1911 adotou o formato que incluía o challenge round: jogadores se enfrentavam em fases eliminatórias (como é atualmente) até sobrar um, enquanto que o campeão do ano anterior aguardava a definição dos confrontos, precisando jogar apenas uma vez para defender seu título.
O US Open, a partir de 1968, refere-se à era profissional ou aberta.

## Por ano

### Profissional
| Ano  | Simples               | Simples                                 | Duplas                              | Duplas                                               | Duplas                                      |
| Ano  | Masculinos            | Femininos                               | Masculinos                          | Femininos                                            | Mistas                                      |
| ---- | --------------------- | --------------------------------------- | ----------------------------------- | ---------------------------------------------------- | ------------------------------------------- |
| 2024 | Jannik Sinner         | Aryna Sabalenka                         | Max Purcell Jordan Thompson         | Lyudmyla Kichenok Jeļena Ostapenko                   | Sara Errani Andrea Vavassori                |
| 2023 | Novak Djokovic        | Coco Gauff                              | Rajeev Ram Joe Salisbury            | Gabriela Dabrowski Erin Routliffe                    | Anna Danilina Harri Heliövaara              |
| 2022 | Carlos Alcaraz        | Iga Świątek                             | Rajeev Ram Joe Salisbury            | Barbora Krejčíková Kateřina Siniaková                | Storm Sanders John Peers                    |
| 2021 | Daniil Medvedev       | Emma Raducanu                           | Rajeev Ram Joe Salisbury            | Samantha Stosur Zhang Shuai                          | Desirae Krawczyk Joe Salisbury              |
| 2020 | Dominic Thiem         | Naomi Osaka                             | Mate Pavić Bruno Soares             | Laura Siegemund Vera Zvonareva                       | Não realizado devido à pandemia de COVID-19 |
| 2019 | Rafael Nadal          | Bianca Andreescu                        | Juan Sebastián Cabal Robert Farah   | Elise Mertens Aryna Sabalenka                        | Bethanie Mattek-Sands Jamie Murray          |
| 2018 | Novak Djokovic        | Naomi Osaka                             | Mike Bryan Jack Sock                | Ashleigh Barty Coco Vandeweghe                       | Bethanie Mattek-Sands Jamie Murray          |
| 2017 | Rafael Nadal          | Sloane Stephens                         | Jean-Julien Rojer Horia Tecău       | Chan Yung-jan Martina Hingis                         | Martina Hingis Jamie Murray                 |
| 2016 | Stan Wawrinka         | Angelique Kerber                        | Jamie Murray Bruno Soares           | Bethanie Mattek-Sands Lucie Šafářová                 | Laura Siegemund Mate Pavić                  |
| 2015 | Novak Djokovic        | Flavia Pennetta                         | Pierre-Hugues Herbert Nicolas Mahut | Martina Hingis Sania Mirza                           | Martina Hingis Leander Paes                 |
| 2014 | Marin Čilić           | Serena Williams                         | Bob Bryan Mike Bryan                | Ekaterina Makarova Elena Vesnina                     | Sania Mirza Bruno Soares                    |
| 2013 | Rafael Nadal          | Serena Williams                         | Leander Paes Radek Štěpánek         | Andrea Hlaváčková Lucie Hradecká                     | Andrea Hlaváčková Max Mirnyi                |
| 2012 | Andy Murray           | Serena Williams                         | Bob Bryan Mike Bryan                | Sara Errani Roberta Vinci                            | Ekaterina Makarova Bruno Soares             |
| 2011 | Novak Djokovic        | Samantha Stosur                         | Jürgen Melzer Philipp Petzschner    | Liezel Huber Lisa Raymond                            | Melanie Oudin Jack Sock                     |
| 2010 | Rafael Nadal          | Kim Clijsters                           | Bob Bryan Mike Bryan                | Vania King Yaroslava Shvedova                        | Liezel Huber Bob Bryan                      |
| 2009 | Juan Martín del Potro | Kim Clijsters                           | Lukáš Dlouhý Leander Paes           | Serena Williams Venus Williams                       | Carly Gullickson Travis Parrott             |
| 2008 | Roger Federer         | Serena Williams                         | Bob Bryan Mike Bryan                | Cara Black Liezel Huber                              | Cara Black Leander Paes                     |
| 2007 | Roger Federer         | Justine Henin                           | Simon Aspelin Julian Knowle         | Nathalie Dechy Dinara Safina                         | Victoria Azarenka Max Mirnyi                |
| 2006 | Roger Federer         | Maria Sharapova                         | Martin Damm Leander Paes            | Nathalie Dechy Vera Zvonareva                        | Martina Navrátilová Bob Bryan               |
| 2005 | Roger Federer         | Kim Clijsters                           | Bob Bryan Mike Bryan                | Lisa Raymond Samantha Stosur                         | Daniela Hantuchová Mahesh Bhupathi          |
| 2004 | Roger Federer         | Svetlana Kuznetsova                     | Mark Knowles Daniel Nestor          | Virginia Ruano Pascual Paola Suárez                  | Vera Zvonareva Bob Bryan                    |
| 2003 | Andy Roddick          | Justine Henin                           | Jonas Björkman Todd Woodbridge      | Virginia Ruano Pascual Paola Suárez                  | Katarina Srebotnik Bob Bryan                |
| 2002 | Pete Sampras          | Serena Williams                         | Mahesh Bhupathi Max Mirnyi          | Virginia Ruano Pascual Paola Suárez                  | Lisa Raymond Mike Bryan                     |
| 2001 | Lleyton Hewitt        | Venus Williams                          | Wayne Black Kevin Ullyett           | Lisa Raymond Rennae Stubbs                           | Rennae Stubbs Todd Woodbridge               |
| 2000 | Marat Safin           | Venus Williams                          | Lleyton Hewitt Max Mirnyi           | Julie Halard-Decugis Ai Sugiyama                     | Arantxa Sánchez Vicario Jared Palmer        |
| 1999 | Andre Agassi          | Serena Williams                         | Sébastien Lareau Alex O'Brien       | Serena Williams Venus Williams                       | Ai Sugiyama Mahesh Bhupathi                 |
| 1998 | Patrick Rafter        | Lindsay Davenport                       | Sandon Stolle Cyril Suk             | Martina Hingis Jana Novotná                          | Serena Williams Max Mirnyi                  |
| 1997 | Patrick Rafter        | Martina Hingis                          | Yevgeny Kafelnikov Daniel Vacek     | Lindsay Davenport Jana Novotná                       | Manon Bollegraf Rick Leach                  |
| 1996 | Pete Sampras          | Steffi Graf                             | Todd Woodbridge Mark Woodforde      | Gigi Fernández Natasha Zvereva                       | Lisa Raymond Patrick Galbraith              |
| 1995 | Pete Sampras          | Steffi Graf                             | Todd Woodbridge Mark Woodforde      | Gigi Fernández Natasha Zvereva                       | Meredith McGrath Matt Lucena                |
| 1994 | Andre Agassi          | Arantxa Sánchez Vicario                 | Jacco Eltingh Paul Haarhuis         | Jana Novotná Arantxa Sánchez Vicario                 | Elna Reinach Patrick Galbraith              |
| 1993 | Pete Sampras          | Steffi Graf                             | Ken Flach Rick Leach                | Arantxa Sánchez Vicario Helena Suková                | Helena Suková Todd Woodbridge               |
| 1992 | Stefan Edberg         | Monica Seles                            | Jim Grabb Richey Reneberg           | Gigi Fernández Natasha Zvereva                       | Nicole Provis Mark Woodforde                |
| 1991 | Stefan Edberg         | Monica Seles                            | John Fitzgerald Anders Järryd       | Pam Shriver Natasha Zvereva                          | Manon Bollegraf Tom Nijssen                 |
| 1990 | Pete Sampras          | Gabriela Sabatini                       | Pieter Aldrich Danie Visser         | Gigi Fernández Martina Navrátilová                   | Elizabeth Sayers Smylie Todd Woodbridge     |
| 1989 | Boris Becker          | Steffi Graf                             | John McEnroe Mark Woodforde         | Hana Mandlíková Martina Navrátilová                  | Robin White Shelby Cannon                   |
| 1988 | Mats Wilander         | Steffi Graf                             | Sergio Casal Emilio Sánchez         | Gigi Fernández Robin White                           | Jana Novotná Jim Pugh                       |
| 1987 | Ivan Lendl            | Martina Navrátilová                     | Stefan Edberg Anders Järryd         | Martina Navrátilová Pam Shriver                      | Martina Navrátilová Emilio Sánchez          |
| 1986 | Ivan Lendl            | Martina Navrátilová                     | Andrés Gómez Slobodan Živojinović   | Martina Navrátilová Pam Shriver                      | Raffaella Reggi Sergio Casal                |
| 1985 | Ivan Lendl            | Hana Mandlíková                         | Ken Flach Robert Seguso             | Claudia Kohde-Kilsch Helena Suková                   | Martina Navrátilová Heinz Günthardt         |
| 1984 | John McEnroe          | Martina Navrátilová                     | John Fitzgerald Tomáš Šmíd          | Martina Navrátilová Pam Shriver                      | Manuela Maleeva Tom Gullikson               |
| 1983 | Jimmy Connors         | Martina Navrátilová                     | Peter Fleming John McEnroe          | Martina Navrátilová Pam Shriver                      | Elizabeth Sayers Smylie John Fitzgerald     |
| 1982 | Jimmy Connors         | Chris Evert                             | Kevin Curren Steve Denton           | Rosie Casals Wendy Turnbull                          | Anne Smith Kevin Curren                     |
| 1981 | John McEnroe          | Tracy Austin                            | Peter Fleming John McEnroe          | Kathy Jordan Anne Smith                              | Anne Smith Kevin Curren                     |
| 1980 | John McEnroe          | Chris Evert                             | Robert Lutz Stan Smith              | Billie Jean King Martina Navrátilová                 | Wendy Turnbull Marty Riessen                |
| 1979 | John McEnroe          | Tracy Austin                            | Peter Fleming John McEnroe          | Betty Stöve Wendy Turnbull                           | Greer Stevens Bob Hewitt                    |
| 1978 | Jimmy Connors         | Chris Evert                             | Robert Lutz Stan Smith              | Billie Jean King Martina Navrátilová                 | Betty Stöve Frew McMillan                   |
| 1977 | Guillermo Vilas       | Chris Evert                             | Bob Hewitt Frew McMillan            | Martina Navrátilová Betty Stöve                      | Betty Stöve Frew McMillan                   |
| 1976 | Jimmy Connors         | Chris Evert                             | Tom Okker Marty Riessen             | Delina Boshoff Ilana Kloss                           | Billie Jean King Phil Dent                  |
| 1975 | Manuel Orantes        | Chris Evert                             | Jimmy Connors Ilie Năstase          | Margaret Court Virginia Wade                         | Rosie Casals Dick Stockton                  |
| 1974 | Jimmy Connors         | Billie Jean King                        | Robert Lutz Stan Smith              | Rosie Casals Billie Jean King                        | Pam Teeguarden Geoff Masters                |
| 1973 | John Newcombe         | Margaret Court                          | Owen Davidson John Newcombe         | Margaret Court Virginia Wade                         | Billie Jean King Owen Davidson              |
| 1972 | Ilie Năstase          | Billie Jean King                        | Cliff Drysdale Roger Taylor         | Françoise Dürr Betty Stöve                           | Margaret Court Marty Riessen                |
| 1971 | Stan Smith            | Billie Jean King                        | John Newcombe Roger Taylor          | Rosie Casals Judy Tegart Dalton                      | Billie Jean King Owen Davidson              |
| 1970 | Ken Rosewall          | Margaret Court                          | Pierre Barthès Nikola Pilić         | Margaret Court Judy Tegart Dalton                    | Margaret Court Marty Riessen                |
| 1969 | Rod Laver             | Margaret Court                          | Ken Rosewall Fred Stolle            | Françoise Dürr Darlene Hard                          | Margaret Court Marty Riessen                |
| 1968 | Arthur Ashe           | Virginia Wade                           | Robert Lutz Stan Smith              | Maria Esther Bueno Margaret Court                    | Mary-Ann Eisel Peter Curtis                 |
| 1967 | John Newcombe         | Billie Jean King                        | John Newcombe Tony Roche            | Rosie Casals Billie Jean King                        | Billie Jean King Owen Davidson              |
| 1966 | Fred Stolle           | Maria Esther Bueno                      | Roy Emerson Fred Stolle             | Maria Esther Bueno Nancy Richey Gunter               | Donna Floyd Fales Owen Davidson             |
| 1965 | Manuel Santana        | Margaret Court                          | Roy Emerson Fred Stolle             | Carole Caldwell Graebner Nancy Richey Gunter         | Margaret Court Fred Stolle                  |
| 1964 | Roy Emerson           | Maria Esther Bueno                      | Chuck McKinley Dennis Ralston       | Karen Hantze Susman Billie Jean King                 | Margaret Court John Newcombe                |
| 1963 | Rafael Osuna          | Maria Esther Bueno                      | Chuck McKinley Dennis Ralston       | Margaret Court Robyn Ebbern                          | Margaret Court Ken Fletcher                 |
| 1962 | Rod Laver             | Margaret Court                          | Rafael Osuna Antonio Palafox        | Maria Esther Bueno Darlene Hard                      | Margaret Court Fred Stolle                  |
| 1961 | Roy Emerson           | Darlene Hard                            | Chuck McKinley Dennis Ralston       | Darlene Hard Lesley Turner Bowrey                    | Margaret Court Bob Mark                     |
| 1960 | Neale Fraser          | Darlene Hard                            | Roy Emerson Neale Fraser            | Maria Esther Bueno Darlene Hard                      | Margaret Osborne duPont Neale Fraser        |
| 1959 | Neale Fraser          | Maria Esther Bueno                      | Roy Emerson Neale Fraser            | Jeanne Arth Darlene Hard                             | Margaret Osborne duPont Neale Fraser        |
| 1958 | Ashley Cooper         | Althea Gibson                           | Alex Olmedo Hamilton Richardson     | Jeanne Arth Darlene Hard                             | Margaret Osborne duPont Neale Fraser        |
| 1957 | Malcolm Anderson      | Althea Gibson                           | Ashley Cooper Neale Fraser          | Louise Brough Clapp Margaret Osborne duPont          | Althea Gibson Kurt Nielsen                  |
| 1956 | Ken Rosewall          | Shirley Fry Irvin                       | Lew Hoad Ken Rosewall               | Louise Brough Clapp Margaret Osborne duPont          | Margaret Osborne duPont Ken Rosewall        |
| 1955 | Tony Trabert          | Doris Hart                              | Kosei Kamo Atsushi Miyagi           | Louise Brough Clapp Margaret Osborne duPont          | Doris Hart Vic Seixas                       |
| 1954 | Vic Seixas            | Doris Hart                              | Vic Seixas Tony Trabert             | Shirley Fry Irvin Doris Hart                         | Doris Hart Vic Seixas                       |
| 1953 | Tony Trabert          | Maureen Connolly Brinker                | Rex Hartwig Mervyn Rose             | Shirley Fry Irvin Doris Hart                         | Doris Hart Vic Seixas                       |
| 1952 | Frank Sedgman         | Maureen Connolly Brinker                | Mervyn Rose Vic Seixas              | Shirley Fry Irvin Doris Hart                         | Doris Hart Frank Sedgman                    |
| 1951 | Frank Sedgman         | Maureen Connolly Brinker                | Ken McGregor Frank Sedgman          | Shirley Fry Irvin Doris Hart                         | Doris Hart Frank Sedgman                    |
| 1950 | Arthur Larsen         | Margaret Osborne duPont                 | John Bromwich Frank Sedgman         | Louise Brough Clapp Margaret Osborne duPont          | Margaret Osborne duPont Ken McGregor        |
| 1949 | Pancho Gonzales       | Margaret Osborne duPont                 | John Bromwich Bill Sidwell          | Louise Brough Clapp Margaret Osborne duPont          | Louise Brough Clapp Eric Sturgess           |
| 1948 | Pancho Gonzales       | Margaret Osborne duPont                 | Gardnar Mulloy William Talbert      | Louise Brough Clapp Margaret Osborne duPont          | Louise Brough Clapp Thomas Brown            |
| 1947 | Jack Kramer           | Louise Brough Clapp                     | Jack Kramer Ted Schroeder           | Louise Brough Clapp Margaret Osborne duPont          | Louise Brough Clapp John Bromwich           |
| 1946 | Jack Kramer           | Pauline Betz Addie                      | Gardnar Mulloy William Talbert      | Louise Brough Clapp Margaret Osborne duPont          | Margaret Osborne duPont William Talbert     |
| 1945 | Frank Parker          | Sarah Palfrey Cooke                     | Gardnar Mulloy William Talbert      | Louise Brough Clapp Margaret Osborne duPont          | Margaret Osborne duPont William Talbert     |
| 1944 | Frank Parker          | Pauline Betz Addie                      | Robert Falkenburg Don McNeill       | Louise Brough Clapp Margaret Osborne duPont          | Margaret Osborne duPont William Talbert     |
| 1943 | Joseph Hunt           | Pauline Betz Addie                      | Jack Kramer Frank Parker            | Louise Brough Clapp Margaret Osborne duPont          | Margaret Osborne duPont William Talbert     |
| 1942 | Ted Schroeder         | Pauline Betz Addie                      | Gardnar Mulloy William Talbert      | Louise Brough Clapp Margaret Osborne duPont          | Louise Brough Clapp Ted Schroeder           |
| 1941 | Bobby Riggs           | Sarah Palfrey Cooke                     | Jack Kramer Ted Schroeder           | Margaret Osborne duPont Sarah Palfrey Cooke          | Sarah Palfrey Cooke Jack Kramer             |
| 1940 | Don McNeill           | Alice Marble                            | Jack Kramer Ted Schroeder           | Alice Marble Sarah Palfrey Cooke                     | Alice Marble Bobby Riggs                    |
| 1939 | Bobby Riggs           | Alice Marble                            | John Bromwich Adrian Quist          | Alice Marble Sarah Palfrey Cooke                     | Alice Marble Harry Hopman                   |
| 1938 | Don Budge             | Alice Marble                            | Don Budge Gene Mako                 | Alice Marble Sarah Palfrey Cooke                     | Alice Marble Don Budge                      |
| 1937 | Don Budge             | Anita Lizana                            | Henner Henkel Gottfried von Cramm   | Alice Marble Sarah Palfrey Cooke                     | Sarah Palfrey Cooke Don Budge               |
| 1936 | Fred Perry            | Alice Marble                            | Don Budge Gene Mako                 | Carolin Babcock Marjorie Gladman Van Ryn             | Alice Marble Gene Mako                      |
| 1935 | Wilmer Allison        | Helen Jacobs                            | Wilmer Allison John Van Ryn         | Helen Jacobs Sarah Palfrey Cooke                     | Sarah Palfrey Cooke Enrique Maier           |
| 1934 | Fred Perry            | Helen Jacobs                            | George Lott Lester Stoefen          | Helen Jacobs Sarah Palfrey Cooke                     | Helen Jacobs George Lott                    |
| 1933 | Fred Perry            | Helen Jacobs                            | George Lott Lester Stoefen          | Freda James Betty Nuthall Shoemaker                  | Elizabeth Ryan Ellsworth Vines              |
| 1932 | Ellsworth Vines       | Helen Jacobs                            | Keith Gledhill Ellsworth Vines      | Helen Jacobs Sarah Palfrey Cooke                     | Sarah Palfrey Cooke Fred Perry              |
| 1931 | Ellsworth Vines       | Helen Wills Moody                       | Wilmer Allison John Van Ryn         | Eileen Bennett Whittingstall Betty Nuthall Shoemaker | Betty Nuthall Shoemaker George Lott         |
| 1930 | John Doeg             | Betty Nuthall Shoemaker                 | John Doeg George Lott               | Betty Nuthall Shoemaker Sarah Palfrey Cooke          | Edith Cross Wilmer Allison                  |
| 1929 | Bill Tilden           | Helen Wills Moody                       | John Doeg George Lott               | Phoebe Holcroft Watson Peggy Mitchell                | Betty Nuthall Shoemaker George Lott         |
| 1928 | Henri Cochet          | Helen Wills Moody                       | John F. Hennessey George Lott       | Hazel Hotchkiss Wightman Helen Wills Moody           | Helen Wills Moody John Hawkes               |
| 1927 | René Lacoste          | Helen Wills Moody                       | Francis Hunter Bill Tilden          | Ermyntrude Harvey Kathleen McKane Godfree            | Eileen Bennett Whittingstall Henri Cochet   |
| 1926 | René Lacoste          | Molla Bjurstedt Mallory                 | R. Norris Williams Vincent Richards | Eleanor Goss Elizabeth Ryan                          | Elizabeth Ryan Jean Borotra                 |
| 1925 | Bill Tilden           | Helen Wills Moody                       | R. Norris Williams Vincent Richards | Mary Browne Helen Wills Moody                        | Kathleen McKane Godfree John Hawkes         |
| 1924 | Bill Tilden           | Helen Wills Moody                       | Howard Kinsey Robert Kinsey         | Hazel Hotchkiss Wightman Helen Wills Moody           | Helen Wills Moody Vincent Richards          |
| 1923 | Bill Tilden           | Helen Wills Moody                       | Brian Norton Bill Tilden            | Phyllis Covell Kathleen McKane Godfree               | Molla Bjurstedt Mallory Bill Tilden         |
| 1922 | Bill Tilden           | Molla Bjurstedt Mallory                 | Vincent Richards Bill Tilden        | Helen Wills Moody Marion Zinderstein Jessup          | Mary Browne Bill Tilden                     |
| 1921 | Bill Tilden           | Molla Bjurstedt Mallory                 | Vincent Richards Bill Tilden        | Mary Browne Louise Riddell Williams                  | Mary Browne Bill Johnston                   |
| 1920 | Bill Tilden           | Molla Bjurstedt Mallory                 | Clarence Griffin Bill Johnston      | Eleanor Goss Marion Zinderstein Jessup               | Hazel Hotchkiss Wightman Wallace F. Johnson |
| 1919 | Bill Johnston         | Hazel Hotchkiss Wightman                | Norman Brookes Gerald Patterson     | Eleanor Goss Marion Zinderstein Jessup               | Marion Zinderstein Vincent Richards         |
| 1918 | Robert Lindley Murray | Molla Bjurstedt Mallory                 | Vincent Richards Bill Tilden        | Eleanor Goss Marion Zinderstein Jessup               | Hazel Hotchkiss Wightman Irving Wright      |
| 1917 | Robert Lindley Murray | Molla Bjurstedt Mallory                 | Fred Alexander Harold Throckmorton  | Molla Bjurstedt Eleonora Sears                       | Molla Bjurstedt Mallory Irving Wright       |
| 1916 | R. Norris Williams    | Molla Bjurstedt Mallory                 | Clarence Griffin Bill Johnston      | Molla Bjurstedt Eleonora Sears                       | Eleonora Sears Willis E. Davis              |
| 1915 | Bill Johnston         | Molla Bjurstedt Mallory                 | Clarence Griffin Bill Johnston      | Hazel Hotchkiss Wightman Eleonora Sears              | Hazel Hotchkiss Wightman Harry Johnson      |
| 1914 | R. Norris Williams    | Mary Browne                             | Thomas Bundy Maurice McLoughlin     | Mary Browne Louise Riddell Williams                  | Mary Browne Bill Tilden                     |
| 1913 | Maurice McLoughlin    | Mary Browne                             | Thomas Bundy Maurice McLoughlin     | Mary Browne Louise Riddell Williams                  | Mary Browne Bill Tilden                     |
| 1912 | Maurice McLoughlin    | Mary Browne                             | Thomas Bundy Maurice McLoughlin     | Mary Browne Dorothy Green                            | Mary Browne R. Norris Williams              |
| 1911 | William Larned        | Hazel Hotchkiss Wightman                | Raymond Little Gus Touchard         | Hazel Hotchkiss Wightman Eleonora Sears              | Hazel Hotchkiss Wightman Wallace F. Johnson |
| 1910 | William Larned        | Hazel Hotchkiss Wightman                | Fred Alexander Harold Hackett       | Hazel Hotchkiss Wightman Edith Rotch                 | Hazel Hotchkiss Wightman Joseph Carpenter   |
| 1909 | William Larned        | Hazel Hotchkiss Wightman                | Fred Alexander Harold Hackett       | Hazel Hotchkiss Wightman Edith Rotch                 | Hazel Hotchkiss Wightman Wallace F. Johnson |
| 1908 | William Larned        | Maud Barger-Wallach                     | Fred Alexander Harold Hackett       | Margaret Curtis Evelyn Sears                         | Edith Rotch Nathaniel Niles                 |
| 1907 | William Larned        | Evelyn Sears                            | Fred Alexander Harold Hackett       | Carrie Neely Marie Wimer                             | May Sayers Wallace F. Johnson               |
| 1906 | William Clothier      | Helen Homans                            | Holcombe Ward Beals Wright          | Ethel Bliss Platt Ann Burdette Coe                   | Sarah Coffin Edward Dewhurst                |
| 1905 | Beals Wright          | Elisabeth Moore                         | Holcombe Ward Beals Wright          | Helen Homans Carrie Neely                            | Augusta Schultz Clarence Hobart             |
| 1904 | Holcombe Ward         | May Sutton Bundy                        | Holcombe Ward Beals Wright          | Miriam Hall May Sutton Bundy                         | Elisabeth Moore Wylie C. Grant              |
| 1903 | Lawrence Doherty      | Elisabeth Moore                         | Lawrence Doherty Reginald Doherty   | Elisabeth Moore Carrie Neely                         | Helen Chapman Harry Allen                   |
| 1902 | William Larned        | Marion Jones                            | Lawrence Doherty Reginald Doherty   | Juliette Atkinson Marion Jones                       | Elisabeth Moore Wylie C. Grant              |
| 1901 | William Larned        | Elisabeth Moore                         | Dwight Davis Holcombe Ward          | Juliette Atkinson Myrtle McAteer                     | Marion Jones Raymond Little                 |
| 1900 | Malcolm Whitman       | Myrtle McAteer                          | Dwight Davis Holcombe Ward          | Hallie Champlin Edith Parker                         | Margaret Hunnewell Alfred Codman            |
| 1899 | Malcolm Whitman       | Marion Jones                            | Dwight Davis Holcombe Ward          | Jane Craven Myrtle McAteer                           | Elizabeth Rastall Albert Hoskins            |
| 1898 | Malcolm Whitman       | Juliette Atkinson                       | George Sheldon Leo Ware             | Juliette Atkinson Kathleen Atkinson                  | Carrie Neely Edwin Fischer                  |
| 1897 | Robert Wrenn          | Juliette Atkinson                       | George Sheldon Leo Ware             | Juliette Atkinson Kathleen Atkinson                  | Laura Henson D. L. Magruder                 |
| 1896 | Robert Wrenn          | Elisabeth Moore                         | Carr Neel Sam Neel                  | Juliette Atkinson Elisabeth Moore                    | Juliette Atkinson Edwin Fischer             |
| 1895 | Fred Hovey            | Juliette Atkinson                       | Malcolm Chace Robert Wrenn          | Juliette Atkinson Helen Hellwig                      | Juliette Atkinson Edwin Fischer             |
| 1894 | Robert Wrenn          | Helen Hellwig                           | Clarence Hobart Fred Hovey          | Juliette Atkinson Helen Hellwig                      | Juliette Atkinson Edwin Fischer             |
| 1893 | Robert Wrenn          | Aline Terry                             | Clarence Hobart Fred Hovey          | Harriet Butler Aline Terry                           | Ellen Roosevelt Clarence Hobart             |
| 1892 | Oliver Campbell       | Mabel Cahill                            | Oliver Campbell Robert Huntington   | Mabel Cahill Adeline McKinlay                        | Mabel Cahill Clarence Hobart                |
| 1891 | Oliver Campbell       | Mabel Cahill                            | Oliver Campbell Robert Huntington   | Mabel Cahill Emma Leavitt-Morgan                     |                                             |
| 1890 | Oliver Campbell       | Ellen Roosevelt                         | Valentine Hall Clarence Hobart      | Ellen Roosevelt Grace Roosevelt                      |                                             |
| 1889 | Henry Slocum          | Bertha Townsend                         | Henry Slocum Howard Taylor          | Margarette Ballard Bertha Townsend                   |                                             |
| 1888 | Henry Slocum          | Bertha Townsend                         | Oliver Campbell Valentine Hall      |                                                      |                                             |
| 1887 | Richard Sears         | Ellen Hansell                           | James Dwight Richard Sears          |                                                      |                                             |
| 1886 | Richard Sears         |                                         | James Dwight Richard Sears          |                                                      |                                             |
| 1885 | Richard Sears         | Joseph Clark Richard Sears              |                                     |                                                      |                                             |
| 1884 | Richard Sears         | James Dwight Richard Sears              |                                     |                                                      |                                             |
| 1883 | Richard Sears         | James Dwight Richard Sears              |                                     |                                                      |                                             |
| 1882 | Richard Sears         | James Dwight Richard Sears              |                                     |                                                      |                                             |
| 1881 | Richard Sears         | Clarence Clark Frederick Winslow Taylor |                                     |                                                      |                                             |

### Juvenil
| Ano  | Simples                                                             | Simples                                                             | Duplas                                                              | Duplas                                                              |
| Ano  | Masculinos                                                          | Femininos                                                           | Masculinos                                                          | Femininos                                                           |
| ---- | ------------------------------------------------------------------- | ------------------------------------------------------------------- | ------------------------------------------------------------------- | ------------------------------------------------------------------- |
| 2024 | Rafael Jódar                                                        | Mika Stojsavljevic                                                  | Maxim Mrva Rei Sakamoto                                             | Malak El Allami Emily Sartz-Lunde                                   |
| 2023 | João Fonseca                                                        | Katherine Hui                                                       | Max Dahlin Oliver Ojakaar                                           | Mara Gae Anastasiia Gureva                                          |
| 2022 | Martín Landaluce                                                    | Alexandra Eala                                                      | Ozan Baris Nishesh Basavareddy                                      | Lucie Havlíčková Diana Shnaider                                     |
| 2021 | Daniel Rincón                                                       | Robin Montgomery                                                    | Max Westphal Coleman Wong                                           | Ashlyn Krueger Robin Montgomery                                     |
| 2020 | Torneio juvenil não realizado em 2020 devido à pandemia de COVID-19 | Torneio juvenil não realizado em 2020 devido à pandemia de COVID-19 | Torneio juvenil não realizado em 2020 devido à pandemia de COVID-19 | Torneio juvenil não realizado em 2020 devido à pandemia de COVID-19 |
| 2019 | Jonáš Forejtek                                                      | María Camila Osorio Serrano                                         | Eliot Spizzirri Tyler Zink                                          | Kamilla Bartone Oksana Selekhmeteva                                 |
| 2018 | Thiago Seyboth Wild                                                 | Wang Xiyu                                                           | Adrian Andreev Anton Matusevich                                     | Cori Gauff Caty McNally                                             |
| 2017 | Wu Yibing                                                           | Amanda Anisimova                                                    | Hsu Yu-hsiou Wu Yibing                                              | Olga Danilović Marta Kostyuk                                        |
| 2016 | Félix Auger-Aliassime                                               | Kayla Day                                                           | Juan Carlos Aguilar Felipe Meligeni Alves                           | Jada Hart Ena Shibahara                                             |
| 2015 | Taylor Harry Fritz                                                  | Dalma Gálfi                                                         | Félix Auger-Aliassime Denis Shapovalov                              | Viktória Kužmová Aleksandra Pospelova                               |
| 2014 | Omar Jasika                                                         | Marie Bouzková                                                      | Omar Jasika Naoki Nakagawa                                          | İpek Soylu Jil Teichmann                                            |
| 2013 | Borna Ćorić                                                         | Ana Konjuh                                                          | Kamil Majchrzak Martin Redlicki                                     | Barbora Krejčíková Kateřina Siniaková                               |
| 2012 | Filip Peliwo                                                        | Samantha Crawford                                                   | Kyle Edmund Frederico Ferreira Silva                                | Gabrielle Andrews Taylor Townsend                                   |
| 2011 | Oliver Golding                                                      | Grace Min                                                           | Robin Kern Julian Lenz                                              | Irina Khromacheva Demi Schuurs                                      |
| 2010 | Jack Sock                                                           | Daria Gavrilova                                                     | Duilio Beretta Roberto Quiroz                                       | Tímea Babos Sloane Stephens                                         |
| 2009 | Bernard Tomic                                                       | Heather Watson                                                      | Márton Fucsovics Hsieh Cheng-peng                                   | Valeria Solovieva Maryna Zanevska                                   |
| 2008 | Grigor Dimitrov                                                     | Coco Vandeweghe                                                     | Nikolaus Moser Cedrik-Marcel Stebe                                  | Noppawan Lertcheewakarn Sandra Roma                                 |
| 2007 | Ričardas Berankis                                                   | Kristína Kučová                                                     | Jonathan Eysseric Jérôme Inzerillo                                  | Ksenia Milevskaya Urszula Radwańska                                 |
| 2006 | Dušan Lojda                                                         | Anastasia Pavlyuchenkova                                            | Jamie Hunt Nathaniel Schnugg                                        | Mihaela Buzărnescu Ioana Raluca Olaru                               |
| 2005 | Ryan Sweeting                                                       | Victoria Azarenka                                                   | Alex Clayton Donald Young                                           | Nikola Fraňková Alisa Kleybanova                                    |
| 2004 | Andy Murray                                                         | Michaëlla Krajicek                                                  | Brendan Evans Scott Oudsema                                         | Marina Erakovic Michaëlla Krajicek                                  |
| 2003 | Jo-Wilfried Tsonga                                                  | Kirsten Flipkens                                                    | Torneio de duplas não realizado devido às chuvas                    | Torneio de duplas não realizado devido às chuvas                    |
| 2002 | Richard Gasquet                                                     | Maria Kirilenko                                                     | Michel Koning Bas Van der Valk                                      | Elke Clijsters Kirsten Flipkens                                     |
| 2001 | Gilles Müller                                                       | Marion Bartoli                                                      | Tomáš Berdych Stéphane Bohli                                        | Galina Fokina Svetlana Kuznetsova                                   |
| 2000 | Andy Roddick                                                        | María Emilia Salerni                                                | Lee Childs James Nelson                                             | Gisela Dulko María Emilia Salerni                                   |
| 1999 | Jarkko Nieminen                                                     | Lina Krasnoroutskaya                                                | Julien Benneteau Nicolas Mahut                                      | Dája Bedáňová Iroda Tylyaganova                                     |
| 1998 | David Nalbandian                                                    | Jelena Dokić                                                        | K. J. Hippensteel David Martin                                      | Kim Clijsters Eva Dyrberg                                           |
| 1997 | Arnaud Di Pasquale                                                  | Cara Black                                                          | Fernando González Nicolás Massú                                     | Marissa Irvin Alexandra Stevenson                                   |
| 1996 | Daniel Elsner                                                       | Mirjana Lučić                                                       | Bob Bryan Mike Bryan                                                | Surina de Beer Jessica Steck                                        |
| 1995 | Nicolas Kiefer                                                      | Tara Snyder                                                         | Jong-Min Lee Jocelyn Robichaud                                      | Corina Morariu Ludmila Varmužová                                    |
| 1994 | Sjeng Schalken                                                      | Meilen Tu                                                           | Ben Ellwood Nicolás Lapentti                                        | Surina de Beer Chantal Reuter                                       |
| 1993 | Marcelo Ríos                                                        | Maria-Francesca Bentivoglio                                         | Neville Godwin Gareth Williams                                      | Nicole London Julie Steven                                          |
| 1992 | Brian Dunn                                                          | Lindsay Davenport                                                   | Jimmy Jackson Eric Taino                                            | Lindsay Davenport Nicole London                                     |
| 1991 | Leander Paes                                                        | Karina Habšudová                                                    | Karim Alami John Laffnie de Jager                                   | Kristin Godridge Nicole Pratt                                       |
| 1990 | Andrea Gaudenzi                                                     | Magdalena Maleeva                                                   | Sébastien Leblanc Greg Rusedski                                     | Kristin Godridge Kirrily Sharpe                                     |
| 1989 | Jonathan Stark                                                      | Jennifer Capriati                                                   | Wayne Ferreira Grant Stafford                                       | Jennifer Capriati Meredith McGrath                                  |
| 1988 | Nicolás Pereira                                                     | Carrie Cunningham                                                   | Jonathan Stark Jonathan Yancey                                      | Meredith McGrath Kimberly Po                                        |
| 1987 | David Wheaton                                                       | Natasha Zvereva                                                     | Goran Ivanišević Diego Nargiso                                      | Meredith McGrath Kimberly Po                                        |
| 1986 | Javier Sánchez                                                      | Elly Hakami                                                         | Tomás Carbonell Javier Sánchez                                      | Jana Novotná Radka Zrubáková                                        |
| 1985 | Tim Trigueiro                                                       | Laura Garrone                                                       | Joey Blake Darren Yates                                             | Andrea Holikova Radka Zrubáková                                     |
| 1984 | Mark Kratzmann                                                      | Katerina Maleeva                                                    | Leonardo Lavalle Mihnea-Ion Năstase                                 | Mercedes Paz Gabriela Sabatini                                      |
| 1983 | Stefan Edberg                                                       | Elizabeth Minter                                                    | Mark Kratzmann Simon Youl                                           | Ann Hulbert Bernadette Randall                                      |
| 1982 | Pat Cash                                                            | Beth Herr                                                           | Jonathan Canter Michael Kures                                       | Penny Barg Beth Herr                                                |
| 1981 | Thomas Hogstedt                                                     | Zina Garrison                                                       |                                                                     |                                                                     |
| 1980 | Mike Falberg                                                        | Susan Mascarin                                                      |                                                                     |                                                                     |
| 1979 | Scott Davis                                                         | Alycia Moulton                                                      |                                                                     |                                                                     |
| 1978 | Per Hjertquist                                                      | Linda Siegel                                                        |                                                                     |                                                                     |
| 1977 | Van Winitsky                                                        | Claudia Casabianca                                                  |                                                                     |                                                                     |
| 1976 | Ricardo Ycaza                                                       | Marise Kruger                                                       |                                                                     |                                                                     |
| 1975 | Howard Schoenfield                                                  | Natasha Chmyreva                                                    |                                                                     |                                                                     |
| 1974 | Billy Martin                                                        | Ilana Kloss                                                         |                                                                     |                                                                     |
| 1973 | Billy Martin                                                        |                                                                     |                                                                     |                                                                     |

### Cadeirante
| Ano                                                                                          | Simples         | Simples         | Simples                           | Duplas                             | Duplas                         | Duplas                       |
| Ano                                                                                          | Masculinos      | Femininos       | Tetraplégicos                     | Masculinos                         | Femininos                      | Tetraplégicos                |
| -------------------------------------------------------------------------------------------- | --------------- | --------------- | --------------------------------- | ---------------------------------- | ------------------------------ | ---------------------------- |
| Torneio de cadeirantes não realizado em 2024 devido aos Jogos Paralímpicos de Paris          |                 |                 |                                   |                                    |                                |                              |
| 2023                                                                                         | Alfie Hewett    | Diede de Groot  | Sam Schröder                      | Stéphane Houdet Takashi Sanada     | Yui Kamiji Kgothatso Montjane  | Sam Schröder Niels Vink      |
| 2022                                                                                         | Alfie Hewett    | Diede de Groot  | Niels Vink                        | Martín de la Puente Nicolas Peifer | Diede de Groot Aniek van Koot  | Sam Schröder Niels Vink      |
| 2021                                                                                         | Shingo Kunieda  | Diede de Groot  | Dylan Alcott                      | Alfie Hewett Gordon Reid           | Diede de Groot Aniek van Koot  | Sam Schröder Niels Vink      |
| 2020                                                                                         | Shingo Kunieda  | Diede de Groot  | Sam Schröder                      | Alfie Hewett Gordon Reid           | Yui Kamiji Jordanne Whiley     | Dylan Alcott Andy Lapthorne  |
| 2019                                                                                         | Alfie Hewett    | Diede de Groot  | Andy Lapthorne                    | Alfie Hewett Gordon Reid           | Diede de Groot Aniek van Koot  | Dylan Alcott Andy Lapthorne  |
| 2018                                                                                         | Alfie Hewett    | Diede de Groot  | Dylan Alcott                      | Alfie Hewett Gordon Reid           | Diede de Groot Yui Kamiji      | Andy Lapthorne David Wagner  |
| 2017                                                                                         | Stéphane Houdet | Yui Kamiji      | David Wagner                      | Alfie Hewitt Gordon Reid           | Marjolein Buis Diede de Groot  | Andy Lapthorne David Wagner  |
| Torneio de cadeirantes não realizado em 2016 devido aos Jogos Paralímpicos do Rio de Janeiro |                 |                 |                                   |                                    |                                |                              |
| 2015                                                                                         | Shingo Kunieda  | Jordanne Whiley | Dylan Alcott                      | Stéphane Houdet Gordon Reid        | Jiske Griffioen Aniek van Koot | Nicholas Taylor David Wagner |
| 2014                                                                                         | Shingo Kunieda  | Yui Kamiji      | Andrew Lapthorne                  | Stéphane Houdet Shingo Kunieda     | Yui Kamiji Jordanne Whiley     | Nicholas Taylor David Wagner |
| 2013                                                                                         | Stéphane Houdet | Aniek van Koot  | Lucas Sithole                     | Michaël Jeremiasz Maikel Scheffers | Jiske Griffioen Aniek van Koot | Nick Taylor David Wagner     |
| Torneio de cadeirantes não realizado em 2012 devido aos Jogos Paralímpicos de Londres        |                 |                 |                                   |                                    |                                |                              |
| 2011                                                                                         | Shingo Kunieda  | Esther Vergeer  | David Wagner                      | Stéphane Houdet Nicolas Peifer     | Esther Vergeer Sharon Walraven | Nicholas Taylor David Wagner |
| 2010                                                                                         | Shingo Kunieda  | Esther Vergeer  | David Wagner                      | Maikel Scheffers Ronald Vink       | Esther Vergeer Sharon Walraven | Nicholas Taylor David Wagner |
| 2009                                                                                         | Shingo Kunieda  | Esther Vergeer  | Peter Norfolk                     | Stéphane Houdet Stefan Olsson      | Korie Homan Esther Vergeer     | Nicholas Taylor David Wagner |
| Torneio de cadeirantes não realizado em 2008 devido aos Jogos Paralímpicos de Pequim         |                 |                 |                                   |                                    |                                |                              |
| 2007                                                                                         | Shingo Kunieda  | Esther Vergeer  | Peter Norfolk                     | Shingo Kunieda Satoshi Saida       | Jiske Griffioen Esther Vergeer | Nicholas Taylor David Wagner |
| 2006                                                                                         | Robin Ammerlaan | Esther Vergeer  |                                   | Robin Ammerlaan Michaël Jeremiasz  | Jiske Griffioen Esther Vergeer |                              |
| 2005                                                                                         | Robin Ammerlaan | Esther Vergeer  | Robin Ammerlaan Michaël Jeremiasz | Korie Homan Esther Vergeer         |                                |                              |

### Cadeirante juvenil
| Ano  | Simples        | Simples            | Duplas                        | Duplas                           |
| Ano  | Masculinos     | Femininos          | Masculinos                    | Femininos                        |
| ---- | -------------- | ------------------ | ----------------------------- | -------------------------------- |
| 2024 | Charlie Cooper | Yuma Takamuro      | Ivar van Rijt Benjamin Wenzel | Rio Okano Yuma Takamuro          |
| 2023 | Dahnon Ward    | Ksénia Chasteau    | Joshua Johns Dahnon Ward      | Ksénia Chasteau Maylee Phelps    |
| 2022 | Ben Bartram    | Jade Moreira Lanai | Ben Bartram Dahnon Ward       | Jade Moreira Lanai Maylee Phelps |